# Pecado de Mulher
Pecado de Mulher foi uma telenovela brasileira produzida pela extinta TV Excelsior e exibida a partir de 7 de setembro a 30 de outubro de 1964 no horário das 19h30, totalizando 40 capítulos. Foi escrita por Nene Castellar e dirigida por Ciro Bassini.Foi reexibida entre setembro e outubro de 1965 no horário das 20h pela Rede Globo apenas para a cidade de São Paulo.[carece de fontes?]

## Elenco
| Ator/Atriz           | Personagem |
| -------------------- | ---------- |
| Neuza Amaral         |            |
| Geraldo Del Rey      |            |
| Carlos Zara          |            |
| Yara Lins            |            |
| Fernando Baleroni    |            |
| Márcia Real          |            |
| Hélio Souto          |            |
| Rosamaria Murtinho   |            |
| Murilo Amorim Correa |            |

## Curiosidades
- Pecado de Mulher foi ao ar apenas na cidade de São Paulo.[1]